# Montreuil-sur-Thérain

Montreuil-sur-Thérain este o comună în departamentul Oise, Franța. În 1 ianuarie 2022 avea o populație de 244 de locuitori.